# UCAV

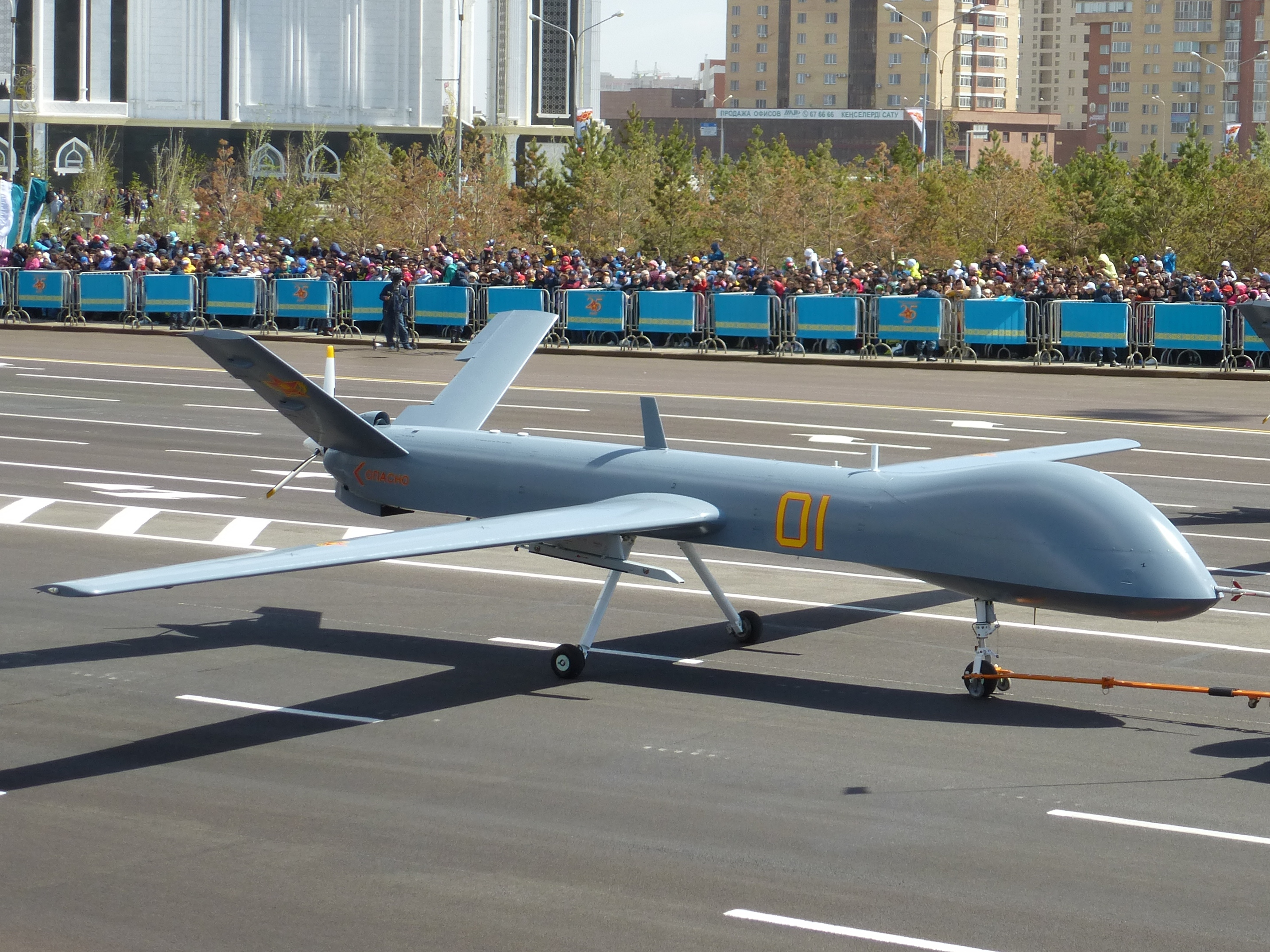
中国製UCAVの翼竜

UCAV（英: unmanned combat air vehicle）は、無人航空機（無人機、UAV） 、および、軍用ロボットの一種である。爆撃、偵察任務を行うために特に設計されたものを指す。

## 概要

### 名称について
「unmanned combat air vehicle」は字義通りには「無人戦闘航空移動体」を意味するが、一般には無人戦闘航空機、無人戦闘攻撃機などと呼ばれる。正式な訳語が無い状況であるが、防衛省では無人戦闘攻撃機としている。

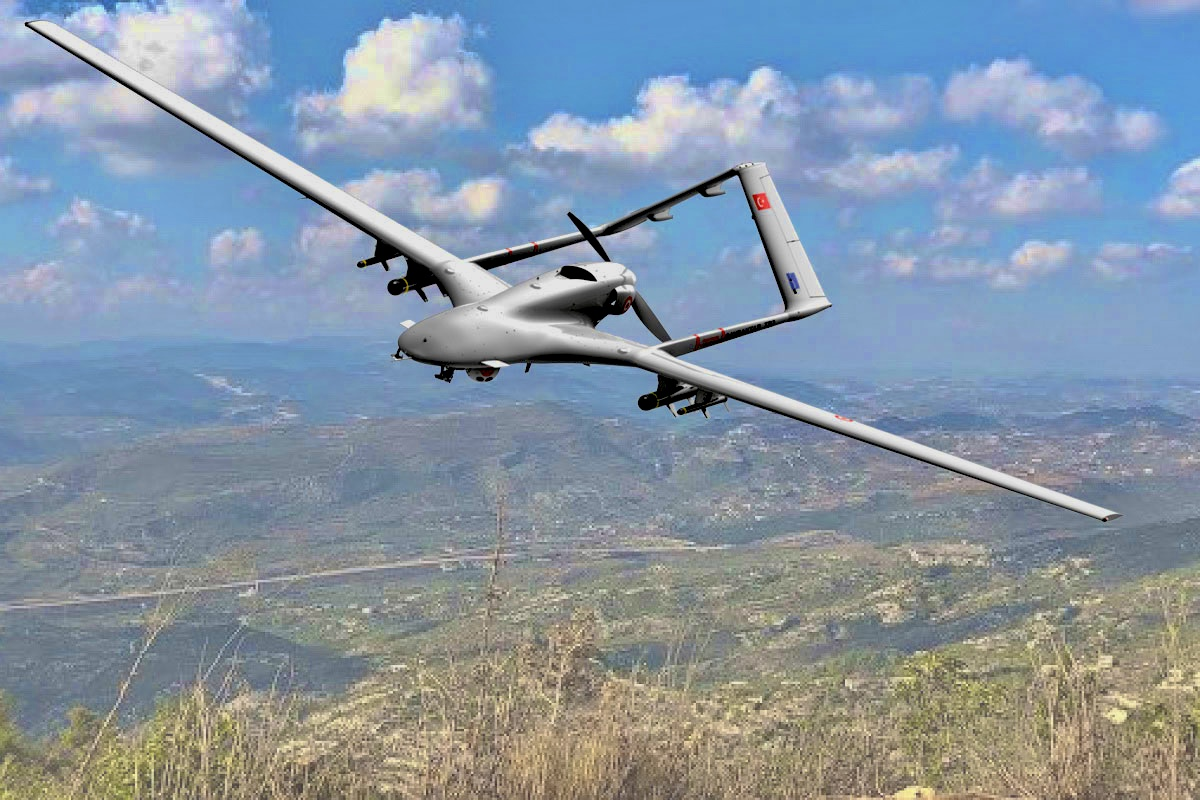
トルコ製UCAVのTB2

無人「戦闘機」と呼ばれることもあるが、有人機のような汎用性は持たず、一般に知られる戦闘機のような空対空戦闘や空中戦を行うわけではない。精密な攻撃のための空中自律行動・戦闘機能を持つものがUCAVとされるが、この戦闘機能とは現在のところは主に対地攻撃が考えられている。

### 一般的な特徴
- 用途によって様々な形態が考案されているが、無人であるために基本的には比較的小型、軽量であり、一部ではステルス性を取り入れた設計がなされている。
- 戦闘や事故により機体が破損・墜落しても運用者側の人的被害が出ない。そのため、SEAD（敵防空網制圧）、すなわちレーダーサイト攻撃任務に適すると考えられている。
- パイロットが乗っておらず、荷重倍数（いわゆるG）の制限は機体のみに依存するため、通常の有人飛行機では困難なアクロバティックな飛行が可能。
- 飛行中にパイロットの休息や交代が可能で長時間の飛行が可能となる。空中給油を組み合わせることで目標付近での攻撃待機や哨戒を数十時間に渡って行うことなども検討されている。

## 歴史
1960年代から1970年代にかけて無線機の小型化や電子誘導装置が発達したことにより、写真偵察などを目的とするD-21やライアンモデル147 ライトニングバグなどの無人偵察機がアメリカやイスラエルで本格的に開発され、ライトニングバグの基礎となった標的機のBQM-34 ファイヤービーを使って試験的ながら攻撃用途での開発の先鞭も付けられ、マーベリックミサイルの発射実験などに成功していた。
20世紀末からは画像電子機器や通信機器、コンピュータの発達により、衛星通信により遠隔地でもリアルタイムで操縦と映像の取得、気象条件が良ければ完全自動操縦などが可能となり、対テロ戦争が始まった21世紀からは偵察機型から攻撃機型への展開が行われた。
2002年12月にスティンガーで武装したMQ-1がイラク戦争でイラク軍のMiG-25と交戦し、互いに対空兵器を装備した有人機対無人機の史上初の空中戦となったが、スティンガーは命中せず、逆に対空ミサイルによって撃墜されてしまった。2007年にイラクとアフガニスタンでMQ-9が実戦投入された。兵器のトリガーは地上の人間が握っており、制御ループ内に人間も入る形（マン イン ザ ループ）の設計となっている。主な機能として敵のターゲットと攻撃モードは正確を期するために一度ターゲッティング後に専任オペレーター（教育を受けた将校）が攻撃可否を最終判断する様になっている。これは、システムとしてエラー・ミス・誤爆（民間人の死亡リスク）を未然に防止するためである。また、攻撃に使用する爆薬は必要最小の物を選択するシステムに都度改善が図られている。
2008年10月、アメリカ空軍第174戦闘飛行隊は、F-16からMQ-9に機材を更新し、最初のUCAVのみによる戦闘攻撃飛行隊となっている。今後は飛行ルートの選定などにおいてもUCAVが完全に自律作動することを目指していると言われている。
攻撃能力を持つ無人機がアフガニスタンとパキスタンでのターリバーン、アルカーイダ攻撃に参加しており、2009年8月にはパキスタン・ターリバーン運動のバイトゥッラー・マフスード司令官、2013年11月には同組織のハキームッラー・マフスード司令官の殺害に成功しているが、誤爆や巻き添えによる民間人の犠牲者が多いことが問題となっている。これは、無人機操縦員の誤認や地上部隊の誤報、ヘルファイアミサイルの威力が大きすぎることなどが原因となっている。ヘルファイアミサイルの問題に関してはより小型で精密なスコーピオンミサイルを採用して対処することになっている。
また、世界最大のUCAV輸出国となった中国は翼竜や彩虹など積極的にUCAVを発展途上国に輸出してイラク軍やエジプト軍のISILへの作戦、ナイジェリア軍のボコ・ハラム攻撃、サウジアラビアとアラブ首長国連邦のイエメン内戦への軍事介入などで使用されており、先進国に輸出を限定していた米国もこれに規制緩和で対抗し、UCAVの拡散による紛争拡大が懸念されている。また、イランは武装無人機のシャヘド129によってシリアで反政府勢力を攻撃し、市販の中国製エンジンを搭載したアバビールのような武装無人機を中東のシーア派民兵組織に拡散させて問題になっており、イエメンのフーシが自前化したアバビール（カセフ1）やサマド3などでサウジ石油施設攻撃を起こして世界経済に大きな影響を与えた。2014年リビア内戦では暫定政府のトルコ製無人攻撃機のバイラクタル TB2とリビア国民軍の中国製無人攻撃機の翼竜が互いに破壊し合う無人機戦争が起きている。
テロ組織側でもISILは滑走路での離着陸を必要としないDJIやスカイウォーカー・テクノロジーなど殆どは世界市場でメジャーな中国製の商用無人機に爆発物を搭載した事実上のUCAVに改造するといった利用が拡大しており、構造は単純で、真下に爆弾を落とすだけの簡素なものだが、誤差数メートルという驚異的な精度で攻撃できた。小型のドローンは被発見性も低く、騒音も軍用機に比べてはるかに小さいため、直下の兵士が全く気付かないまま攻撃を受けることもあった。戦車に対する攻撃にも使用されており、撃破の事例はまだないが、対戦車榴弾や対戦車ロケットによる攻撃が試みられている。少なくともこの攻撃で乗員が殺傷されたことがISの連日投稿する動画で確認されており、脅威度の高さを裏付けるものとなった。民生用ドローンを攻撃用途に用いる場合、防護が一切ないので小銃弾を受けるだけで簡単に撃墜されてしまうが、十分な高度があれば攻撃後の退避は容易である。赤外線をほとんど出さない上にRCSも低いので、SAMによる対処は不可能である。軍用機として見れば極めて安価であり、歩兵が直接運用し自前で近接航空支援が可能なことから、テロリストから見れば理想的な航空兵器であり、懸念が高まっている。商用無人機の高性能化でイラクでは充電不足で自動帰還したテロ用無人機にISILの戦闘員が誤爆されるという事故も起きている。ベネズエラでは爆弾を搭載したDJIの商用無人機を武装化して大統領暗殺を狙ったテロ事件（Caracas drone attack）も起きており、これはドローンによる国家指導者に対する初のテロとされた。
また、アメリカやイスラエルなどの正規軍でも民生用無人機は使用されているが、イスラエル軍はDJIの無人機に非致死性兵器の催涙弾を搭載してガザ地区におけるデモ隊を攻撃したことが報じられている。

### 自爆型の無人攻撃機
無人攻撃機自体がミサイルとなって敵目標に突入する、自爆型のUCAVが開発されている。これらは「loitering munition」（徘徊型兵器）と呼ばれ、イスラエル製のIAI ハーピーを先駆けとして各国で開発が行われている。

## 計画されているUCAV

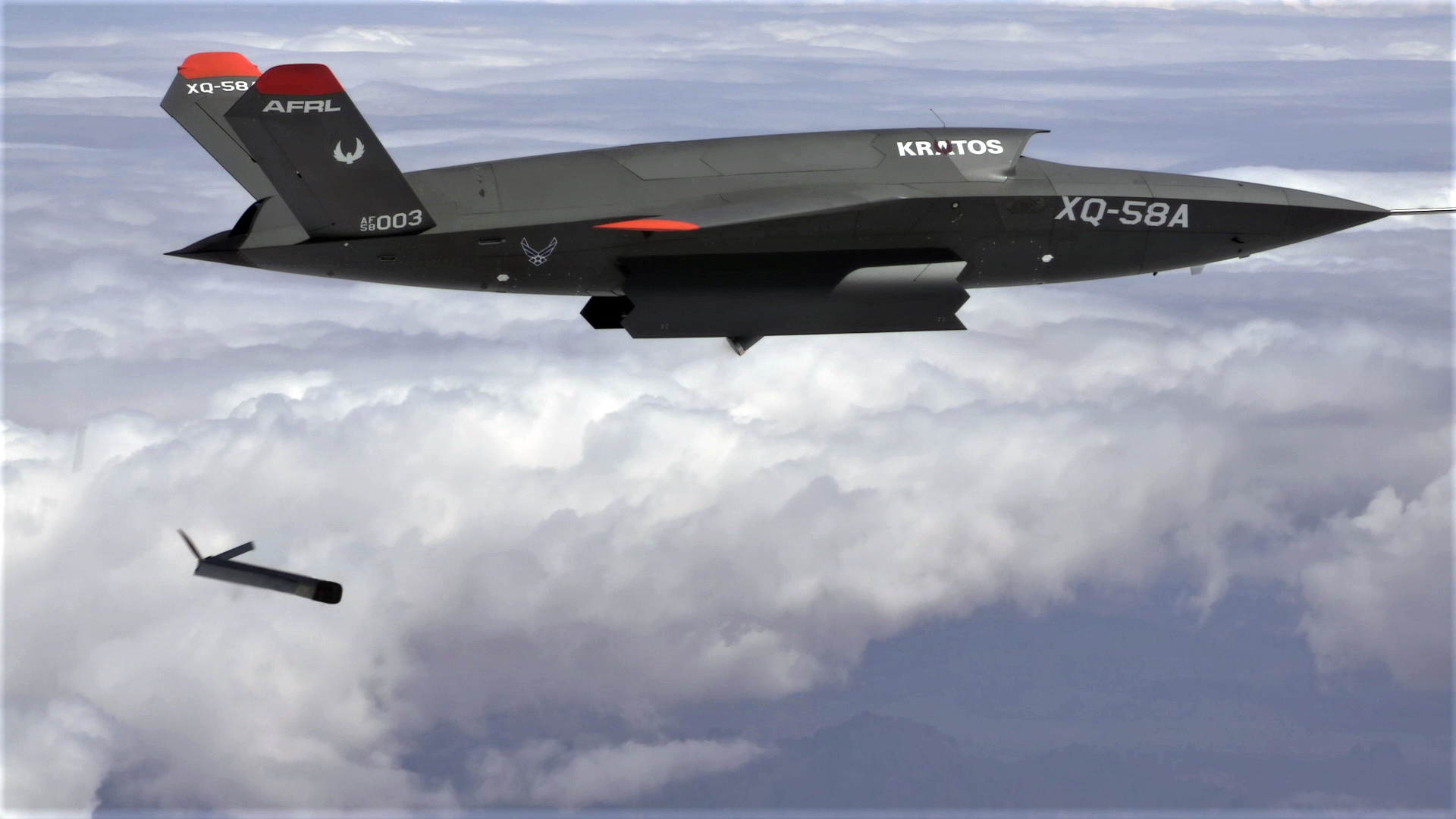
XQ-58 ヴァルキリーから分離するアルティウス-600小型無人航空機

現在、以下のようなUCAVが構想されている
- ダッソー nEUROn

ダッソー主導のもと、サーブなどと開発が進められているデルタ翼ステルスUCAV。2012年12月1日にはフランス南部イストルで初飛行が行われた。
- ユーロドローン

エアバス・ダッソー・アビュエーション・レオナルドがドイツ、フランス、イタリア、スペイン向けに開発を進めているUCAV。2027年中の初飛行を予定している。
- サーブ SHARC
- サーブ Filur
- EADS UCAV
- Kentron UCAV-TD
- MiG スキャット
- スホーイ S-70 オホートニク-B
- 防衛省技術研究本部「UAV技術を基盤とした戦闘型無人機技術の研究」[40]島しょ部侵略対処における敵部隊などに対する精密な攻撃[41]

2007年（平成19年）の中長期技術見積りにおいて「精密な攻撃のための空中自律行動・戦闘機能を有するUAVは概ね10年後」としている。
- BAEシステムズ タラニス（Taranis）

イギリス国防省とBAEシステムズが2006年から開発を進めてきた無人ステルス攻撃機。2010年7月12日に試作機が公開された。全長12m、全幅10m。タラニスはケルト神話の雷神。
- AVIC 利剣

2013年11月25日、中国のAVIC（中航工業）が初飛行に成功した全翼無人ステルス攻撃機。
- AVIC 暗剣
- CASC FH-97
- クラトス XQ-58 ヴァルキリー

2019年3月5日に、初飛行に成功した実験的なステルス無人戦闘航空機（UCAV）。
下のUCAVは人間が搭乗可能なもの。
- ロッキード・マーティン F-35のUCAV化
- サーブ サーブ 39 グリペンのUCAV化

## 計画が中止されたUCAV
- ノースロップ・グラマン X-47

2007年8月1日、アメリカ合衆国海軍省はノースロップ・グラマン社の開発計画案を承認し、J-UCAS計画（下記参照）を再編したアメリカ海軍独自の無人戦闘攻撃機開発計画を決定した。最低6億3,580万ドル（約762億円）が拠出され、X-47をベースにした無人戦闘攻撃機の実証機の開発が継続されることとなる。

### 統合無人戦闘航空システム計画
- ボーイング X-45C

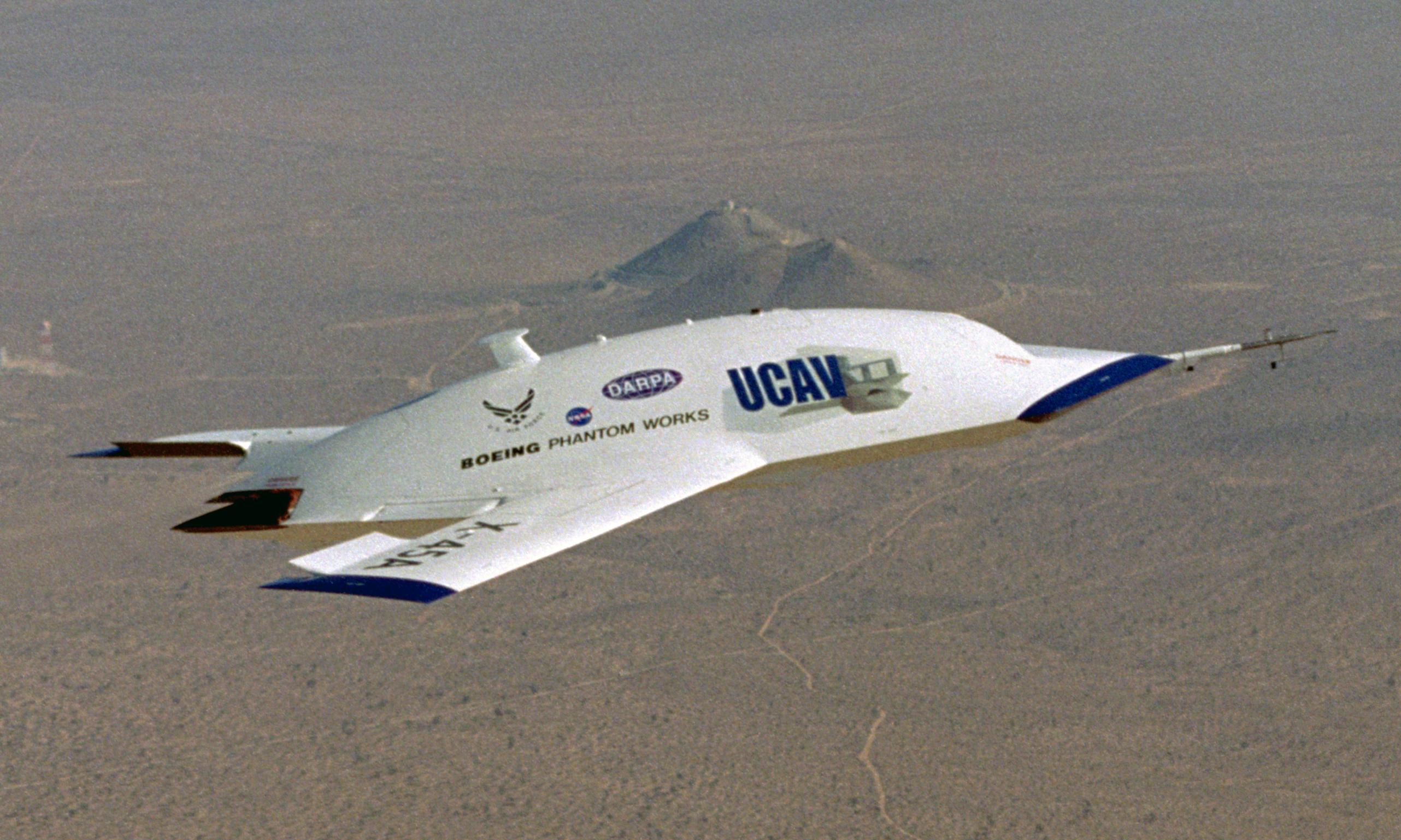
ボーイングX-45A UCAV

ボーイングX-45CはDARPA・アメリカ空軍・海軍共同の統合無人戦闘航空システム（J-UCAS, Joint Unmanned Combat Air System）計画において候補機の一つであったが2006年3月に開発が中止された。これは米空軍が次世代重爆撃機調達計画の大幅繰上げに伴い2006年1月にJ-UCAS計画からの離脱を発表したことにより、J-UCAS計画そのものも中止になったことによるため。X-45は地上からの発進を基本とした空軍寄りの機体であった。
もう一つの候補機であった海軍寄りのノースロップ・グラマン X-47Bも開発が一時中止されたが、こちらは海軍の無人戦闘攻撃機開発計画の実証機として引き続き使用されることが決定している。

#### 候補機の予定された性能
- ステルス機
- 合成開口レーダーを装備
- レーザー兵器を装備
- SEADや電子攻撃が可能
- 精密誘導兵器（JDAMやSDBなど）を投下可能
- 無人機と地上操作員の間で人工衛星経由でのリアルタイムデータリンクが可能（流動的に変化する戦況に柔軟に対応）
- 150機程度の生産を予定

#### 計画のスケジュール
- 2006年中頃：X-45Cが完成
- 2006年10月：X-47Bが完成
- 2007年-2009年：運用評価フェイズ
- 2010年-：開発フェイズ

## 対策
小型攻撃ドローンに対策するため、レーダー装備の自動対ドローン砲などが開発されている。
対処するシステムを無人機対処システム（C-UAS）と呼ぶ。
比較的低速であるため、輸送ヘリコプター（Mi-8）や練習機（Yak-52）に機銃などの武装を追加して、空対空で対応する例も見られる。